# Single Ladies (Put a Ring on It)
"Single Ladies (Put a Ring on It)", comumente referida como "Single Ladies", é uma canção da artista musical americana Beyoncé, contida em seu terceiro álbum de estúdio I Am... Sasha Fierce (2008). Foi composta pela própria juntamente com Thaddis "Kuk" Harrell, Christopher "Tricky" Stewart e The-Dream, sendo produzida pela cantora em conjunto com Stewart e The-Dream, com a musicista encarregando-se também da produção vocal. A sua gravação ocorreu em abril de 2008 nos The Boom Boom Room, em Burbank, Califórnia. Inspirada pelo casamento secreto da intérprete com o rapper Jay-Z em abril de 2008, a faixa explora a vontade dos homens de casarem-se, um assunto que motivou The-Dream a escrever o número; de acordo com Stewart, foi "a única declaração pública que [ela e Jay-Z] já fizeram sobre o casamento".
A obra estreou em 8 de outubro de 2008 na estação Power 105.1 e foi enviada pela Columbia Records para rádios rhythmic e urban estadunidenses quatro dias depois, servindo como um single inicial simultâneo com "If I Were a Boy", que foi lançada para emissoras mainstream, mostrando o contraste entre o lado pessoal de Beyoncé e sua personalidade alternativa dos palcos Sasha Fierce. Mais tarde, foi comercializada em formato físico e digital, e promovida com dois extended plays (EPs) com remixes. Musicalmente, "Single Ladies" é uma canção dance-pop e R&B com influências proeminentes de gêneros como dancehall, disco e bounce. Liricamente, reflete situações ocorridas após o término de um namoro ruim e apresenta a protagonista feminina celebrando tal em uma boate na qual seu antigo companheiro também está presente.
O tema recebeu análises geralmente positivas de críticos musicais, que prezaram sua produção suave e os vocais de Beyoncé, e compararam-no um outro tema da artista, "Get Me Bodied", lançada como single em 2007. Foi incluída na lista das melhores canções de 2008 por diversas publicações, como a Rolling Stone e a Time e, consequentemente, obteve uma série de vitórias e indicações em diversas premiações, vencendo três troféus nos Grammy Awards de 2010, incluindo Canção do Ano. Obteve êxito comercial, liderando as tabelas do  Brasil, da Croácia e dos Estados Unidos, além da UK R&B Singles Chart, e listando-se entre as dez melhores colocações em países como Austrália, Canadá, Irlanda e Reino Unido. Nos Estados Unidos, tornou-se o quinto tema da cantora a culminar na Billboard Hot 100 e recebeu onze certificações de Platina pela Recording Industry Association of America (RIAA). Mundialmente, sagrou-se como a sétima música mais vendida digitalmente de 2009 com vendas avaliadas em 6.1 milhões de unidades, tornando-se um dos singles mais comercializados em formato digital.
O vídeo musical correspondente foi dirigido por Jake Nava e estreou em 13 de outubro de 2008 através do extinto programa musical Total Request Live. Filmado em preto-e-branco, a produção apresenta uma coreografia J-Setting que foi inspirada por "Mexican Breakfast", uma rotina de dança criada em 1969 e coreografada por Bob Fosse. O vídeo foi parodiado diversas vezes ao redor do mundo, sendo a "primeira grande mania de dança" do terceiro milênio e da era da Internet. A sua rotina de dança foi parodiada pela primeira vez em 15 de novembro de 2008 no programa humorístico Saturday Night Live. Notada por sua abordagem minimalista, a produção foi indicada em nove categorias nos MTV Video Music Awards de 2009 e venceu três delas, incluindo a principal da noite, de Vídeo do Ano. A Columbia lançou uma promoção na qual fãs poderiam enviar suas versões da produção; a vertente vencedora foi incluída no DVD I Am... World Tour (2010). "Single Ladies" foi apresentada em diversos programas televisivos e cerimônias e constou no repertório fixo de todas as turnês e concertos residenciais feitos por Beyoncé desde seu lançamento, com exceção da The Formation World Tour (2016). A canção foi regravada por diversos artistas, como Katy Perry, Liza Minnelli e Sara Bareilles, e foi incluída em diversos tipos de mídia.

## Antecedentes e lançamento
"Single Ladies (Put a Ring on It)" foi escrita por Beyoncé, Terius Nash, Christopher Stewart e Thaddis Harrell, e produzida pelos três primeiros. A artista gravou a canção em abril de 2008 nos The Boom Boom Room em Burbank, Califórnia, a qual foi mixada por Jaycen Joshua e Dave Pensado, com a assistência de Randy Urbanski e Andrew Wuepper, nos estúdios Larrabee North Studios, em Hollywood, Califórnia. Seus vocais foram gravados por Jim Caruana nos Roc the Mic Studios, em Nova Iorque. Nash desenvolveu "Single Ladies" após o casamento secreto de Beyoncé com o rapper Jay-Z em abril de 2008. Stewart comentou que Beyoncé estava confusa durante as gravações, comentando que a faixa foi "a única declaração pública que [Beyoncé e Jay-Z] já fizeram sobre o casamento. Quando nós chegamos [no estúdio], ela não estava com nenhum anel ou nada, porque até então eles ainda estavam escondendo [o casamento]. Foi daí que The-Dream tirou o conceito". O casamento da intérprete inspirou Nash a compor uma canção sobre uma questão que afetou o relacionamento de muitas pessoas: o medo ou a falta de vontade dos homens de se casarem. Ele disse ser "um assunto que muitas mulheres queriam falar porque muitos dos homens ficam com muito medo de estarem ligados a um compromisso". Em entrevista para a Billboard, Beyoncé disse ter atraído-se pela música devido a universalidade do tema, uma questão "[pela qual] as pessoas apaixonam-se e querem falar e debater", dizendo que sempre tenta "escolher canções e singles que fossem parte da cultura pop". A cantora disse que embora seja uma canção divertida e de andamento acelerado, "Single Ladies" aborda uma questão vivenciada todos os dias pelas mulheres.
Em "Single Ladies", Beyoncé retrata sua personalidade alternativa Sasha Fierce, que aparece no segundo disco de I Am... Sasha Fierce (2008). A canção foi lançada simultaneamente com "If I Were a Boy"; servindo como singles iniciais, elas foram feitas para demonstrar o conceito das duas personalidades da cantora. Isso reforçou o tema do álbum, que agrupou suas baladas e faixas de ritmo acelerado em discos separados. Originalmente, as obras estavam previstas para estrearem nas rádios estadunidenses em 7 de outubro de 2008, mas acabaram por estrear um dia depois; "If I Were a Boy" foi transmitida pela primeira vez no programa Elvis Duran and the Morning Show, da Z100, enquanto "Single Ladies" estreou na rádio urban Power 105.1. Ambos os singles foram enviados para estações radiofônicas rhythmic em 12 de outubro de 2008; "Single Ladies" foi enviada para as rádios urban no mesmo dia, enquanto "If I Were a Boy" foi lançada para emissoras mainstream. As duas canções foram lançadas como um single de duplo lado A em 7 de novembro de 2008 na Alemanha, na Austrália e na Nova Zelândia. Um extended play (EP) digital de remixes foi comercializado nos Estados Unidos em 10 de fevereiro de 2009, com sua distribuição mundial ocorrendo seis dias depois. Originalmente, o número não foi lançado em formato físico no Reino Unido. Entretanto, tornou-se popular no território e chegou a alcançar as dez melhores posições na UK Singles Chart devido ao forte número de downloads digitais. Sua distribuição física no país ocorreu em 16 de fevereiro de 2009, com o EP digital sendo lançado no mesmo dia.

## Composição
"Single Ladies" é uma canção derivada do dance-pop e do R&B, e apresenta influências de gêneros como dancehall, disco e bounce. Contém palmas bounce em staccato, bipes do código Morse, um assovio ascendente no fundo, e uma batida energeticamente orgânica. Sua instrumentação inclui bumbo, teclado e sintetizadores espaçados que ocasionalmente aparecem e desaparecem; Sarah Liss, da CBC News, notou que os arranjos da faixa surgem supreendentemente de forma leve, em vez de forma densa. De acordo com a partitura publicada no Musicnotes.com pela Sony/ATV Music Publishing, a obra é escrita na chave de mi maior e definida na assinatura de tempo comum, possuindo um moderado ritmo de 96 batidas por minuto. Os vocais de Beyoncé abrangem-se entre as notas de fá♯3 e ré5. A composição possui uma progressão harmônica formada por mi nos versos, e por si bemol maior, dó maior e lá maior em seu refrão. J. Freedom du Lac, do The Washington Post, observou que o número apresenta "vocais brincalhões".
"Single Ladies" é musicalmente semelhante à "Get Me Bodied", lançada em 2007 pela própria intérprete. Em entrevista com a revista People, Stewart e Harrell disseram que o ritmo similar das duas canções é "o que Beyoncé responde". Ann Powers, do jornal Los Angeles Times, visualizou o tema de capacitação feminina da obra como uma extensão do assunto tratado em "Irreplaceable" (2006), e Daniel Brockman, do The Phoenix, notou que o uso de "pronomes borrados" como "it" ("isso") é reminiscente à "Check on It" (2005), também de Beyoncé. Liss comentou que a batida da faixa evoca "danças africanas e cantos usados por estudantes ao pular corda", uma opinião que foi compartilhada por Douglas Wolk, da Time. Trish Crawford, do Toronto Star, concluiu que a música é uma "forte canção de poder feminino". Outros críticos musicais notaram o apelo do número para as mulheres independentes que são fãs da artista.
Em "Single Ladies", Beyoncé enfatiza sua personalidade alternativa agressiva e sensual Sasha Fierce, e oferece apoio às mulheres que terminaram os relacionamentos com seus namorados ruins. De acordo com Nick Levine, do Digital Spy, ela "apresenta muita atitude em sua voz". Compartilhando o pensamento de Levine, Liss analisou que a cantora soa "alegremente atrevida". Suas letras refletem situações ocorridas após o término de namoros ruins. Acompanhadas por sons robóticos, as linhas iniciais da composição são construídas em forma de chamada e resposta. A artista canta "Todas as solteiras", e vocalistas de apoio ecoam o verso cada vez que ele é cantado. No primeiro verso, a intérprete narra o final recente de um mal relacionamento depois de ter "chorado por três anos". Ela recupera o direito de paquerar, de se divertir, e de achar um companheiro que seja mais dedicado que o anterior. Beyoncé celebra com suas amigas o término da relação em uma boate onde encontra seu novo interesse amoroso. Entretanto, seu namorado antigo está observando-a, e ela dedica a canção para ele. Em seguida, canta o refrão, que usa acordes menores e contém o gancho "Se você gostava devia ter usado um anel".
Na segunda estrofe, a artista diz para seu antigo companheiro que por não ter permitido-a de fazer coisas mais permanentes quando estava com ela, ele não tem razões para reclamar o fato de ela ter encontrado um novo namorado. Na ponte, Beyoncé afirma que quer que seu novo amante "faça como um príncipe e a agarre, deixando-a em um 'destino, ao infinito e além'" enquanto o "Príncipe Encantado está abandonado como um coadjuvante em uma comédia romântica", conforme deduzido por Powers. Ao final de "Single Ladies", a cantora incorpora vocais mais agressivos e emprega um middle eight na linha "E eu vou sumir como um fantasma". Quando canta o refrão pela terceira e última vez, sua voz está "onipresente dentro de camadas de música", conforme dito por Frannie Kelley, da NPR. Uma rusga eletrônica é ouvida continuamente até a faixa terminar.

## Recepção

### Crítica profissional
Dando quatro estrelas de cinco para "Single Ladies", Nick Levine, do Digital Spy, elogiou particularmente suas batidas, as quais, segundo ele, "simplesmente não desistem". Michelangelo Matos, do The A.V. Club, escreveu que a canção "é fabulosa, com uma produção brilhante, um gancho monstruoso e batidas [que vão durar] por semanas". Jornalista do Los Angeles Times, Ann Powers também impressionou-se com a produção da faixa, mais especificamente com seu refrão, acrescentando: "Mais do que a maioria das cantoras, Beyoncé entende a arte descolada de cantar ritmicamente, e este é um excelente exemplo". Escrevendo para a BBC Online, Fraser McAlpine considerou "Single Ladies" como a melhor música lançada pela artista desde "Ring the Alarm" e prezou seu refrão, descrevendo-o como "incrivelmente grudento que dá uma fundação surpreendentemente sólida para toda a canção". Alex Petridis, do periódico britânico The Guardian, gostou da atmosfera ameaçadora criada pela obra devido ao seu uso de acordes menores. Daniel Brockman, do The Phoenix, complementou o uso da palavra "it" na canção e avaliou que a técnica "sintetiza bem mais suas personalidades musicais dividas do que a divisão artificial de personalidades [do álbum] em dois discos".
Darryl Sterdan, do Jam!, descreveu a faixa como digna de ser single e escreveu que esta é "uma canção que, na verdade, soa como um número de Beyoncé". Para Sarah Liss, da CBC News, "Single Ladies" representa o melhor de Beyoncé, e descreveu-a como uma "faixa dance-pop instantaneamente viciante [e] uma pluma saltitante". Ela comentou ser prazeroso ouvir uma voz cujo "timbre muda naturalmente, com rachaduras e fissuras reais (embora ligeiras)" em contraste com "a epidemia de Auto-Tune que parece assolar muitos de seus colegas pop mainstream". Douglas Wolf, da revista Time, resenhou que a obra foi feita para cantar junto e permite a musicista de demonstrar seu virtuosismo e "uma exibição concentrada e comandante de individualidade que fala por todas as mãos criadas sem um anel". Escrevendo para o The New Yorker, Sasha Frere-Jones escreveu que a obra combina uma mistura de sensações e "não resolve mas também não se torna entediante", concluindo que o tema era geralmente eufórico e os vocais de Beyoncé estavam puros e reluzentes. Andy Kellman e Bill Lamb, dos portais Allmusic e About.com, respectivamente, e Jessica Suarez, da publicação Paste, selecionaram-na como um dos destaques de I Am... Sasha Fierce e viram semelhanças com "Get Me Bodied" (2006).
Colin McGuire, da PopMatters, considerou "Single Ladies" uma das melhores canções dance de Beyoncé, enquanto Joey Guerra, do Houston Chronicle, escreveu que é uma faixa "de se balançar os quadris" semelhante à "Check on It", também da artista. Spence D., do IGN, descreveu a obra como uma "exaltação com um toque caribenho [que faz] balançar o bumbum que deveria chegar até aos ouvintes mais calmos agarrando seus pescoços e espalhando alegria". Editora da Entertainment Weekly, Leah Greenblatt resenhou que a canção é uma "mistura vertiginosa e elevada de ataque lírico e ritmo efervescente de pular corda". Definindo a obra como uma "vencedora elevada", Adam Mazmanian, do The Washington Times, escreveu que o tema é designado para fazer as mulheres irem para a pista de dança conforme Beyoncé canta com uma "voz genuinamente desafiante e independente". Mariel Concepcion, da Billboard, a chamou de uma "tarifa padrão que baqueia o guincho". Adam Matters, do jornal The Observer, viu "Single Ladies" e "Diva" como fortes fontes de inspiração para drag queens, embora possam deixar outras pessoas confusas. Sal Cinquemani, da Slant Magazine, criticou suas inconsistências líricas, sugerindo que pudesse ser uma "sobra" de B'Day (2006).

### Reconhecimento
"Single Ladies" foi nomeada a melhor canção de 2008 pela Rolling Stone, com um editor da revista escrevendo que "a batida é irresistível e exuberante [e] o gancho vocal é tempestuoso e virtuoso". Elaborando as cem melhores músicas da década de 2000, editores da publicação a colocaram na 50.ª posição, enquanto leitores a posicionaram na segunda colocação em uma compilação semelhante. A MTV News fez uma lista com as melhores músicas de 2008, na qual a composição conquistou a vice-liderança. James Montgomery disse que era "hiperativa e sobrecarregada de maneiras que nunca achei possíveis. É épica, sensual e um pouco triste", concluindo: "Não há absolutamente nenhuma chance de Beyoncé lançar outro single como esse de novo". Descrevendo o tema como "ridicularmente contagiante", Josh Tyrangiel, da Time, o colocou no sétimo posto em uma lista que apresentou os dez melhores do mesmo ano, ao passo em que seu colega Douglas Wolf o posicionou na nona ocupação em uma lista compilando os cem melhores de todos os tempos na opinião da revista. Críticos da Eye Weekly escolheram o single como o sexto melhor de 2008, com Mark Edward Nero, do portal About.com, a colocando na mesma ocupação em uma lista que apresentou as melhores músicas de R&B do mesmo período.
Nas listas Pazz & Jop de 2008 e 2009 elaboradas pelo The Village Voice, "Single Ladies" foi colocada nas posições de número três e quarenta e um, respectivamente; o remix feito por Maurice Joshua foi posicionado na colocação 443 da primeira compilação. O canal Black Entertainment Television (BET) nomeou a faixa como a melhor dos anos 2000, enquanto o VH1 a colocou no 16.º posto em uma lista que compilou as cem melhores do mesmo período. Sarah Rodman, do The Boston Globe, selecionou a faixa como a quarta mais irresistível da década, escrevendo: "Beyoncé combinou collants com um pedido de noivado em um delicioso pacote sensual-porém-antiquado. O vídeo fez o mundo inteiro dançar e balançar junto [com a música] via YouTube". Em seu livro Eating the Dinosaur (2009), o autor Chuck Klosterman escreveu que a canção é "sem dúvidas a primeira música abertamente comercializada para despedidas de solteiro urbanas". Jody Rosen, do The New Yorker, creditou as melodias que flutuam e dardam ao longo da obra por criarem um novo som na música inexistente no mundo antes de Beyoncé: "Se elas parecem 'normais' agora, é porque Beyoncé e seus vários fãs reciclaram nossos ouvidos".

#### Prêmios e indicações
"Single Ladies" foi indicada nas categorias de Canção do Ano, Melhor Performance Vocal Feminina e Canção de R&B nos Grammy Awards de 2010, e venceu as três. Conquistou também os troféus de Canção Favorita nos Kids' Choice Awards, Canção do Ano nos Soul Train Music Awards e Melhor Canção de R&B nos Teen Choice Awards, todos feitos em 2009; na segunda premiação, também foi indicada para Gravação do Ano, e perdeu para "Blame It", de Jamie Foxx e T-Pain. A American Society of Composers, Authors and Publishers (ASCAP) reconheceu-a como uma das canções mais interpretadas de 2009 na 27.ª edição dos ASCAP Pop Music Awards. Recebeu indicações para Canção Excelente nos NAACP Image Awards de 2009 e Gravação do Ano nos Premios Oye! do mesmo ano, perdendo respectivamente para "Yes We Can", de will.i.am, e "Poker Face", de Lady Gaga. Outras indicações recebidas pela canção incluem o Prêmio Escolha do Espectador nos BET Awards de 2009, cuja vencedora foi "Live Your Life", de T.I. e Rihanna, Melhor Faixa de R&B/Urban Dance nos International Dance Music Awards do mesmo período, perdendo para "Disturbia", de Rihanna, e Melhor Single do Mundo nos World Music Awards de 2010, no qual perdeu para "Poker Face".

## Vídeo musical

### Desenvolvimento
O vídeo musical de "Single Ladies" foi imediatamente filmado após o de "If I Were a Boy", mas recebeu menos atenção durante sua produção em comparação com o "de alto brilho e perfil" do supracitado. Ambos foram gravados em preto-e-branco na cidade de Nova Iorque sob a direção de Jake Nava, com quem Beyoncé havia trabalhado anteriormente em outros vídeos como os de "Crazy in Love" e "Beautiful Liar", com a Anonymous Content servindo como produtora, sendo que o de "Single Ladies" apresentou direção de fotografia de Jim Fealy, direção artística de Jarrett Fijal, e produção de John Winter; o pai da artista, Matthew Knowles, encarregou-se da produção executiva. O projeto foi coreografado por Frank Gatson Jr. e JaQuel Knight, e incorpora a coreografia J-Setting. A artista disse para Simon Vozick-Levinson, da Entertainment Weekly, que a principal inspiração para o vídeo foi "Mexican Breakfast", uma rotina de dança criada por Bob Fosse em 1969 e apresentada em uma edição do The Ed Sullivan Show, que apresentou a esposa do dançarino, Gwen Verdon, dançando com outras duas mulheres. "Mexican Breakfast" tornou-se um sucesso viral na Internet em 2007 após ser coreografada ao som de "Walk It Out", de DJ Unk. Beyoncé queria tentar uma dança semelhante e, eventualmente, a coreografia de "Single Ladies" foi liberalmente adaptada de "Mexican Breakfast". Ela explicou:
| “ | Eu vi um vídeo no YouTube. [As dançarinas] tinham um fundo simples, e ele foi filmado na grua (...) era 360 graus, e elas podiam se mover. Eu disse 'Isso é genial'. Nós mantivemos muito da coreografia de Fosse e adicionamos uma coisa sulista — se chama J-Setting, onde uma pessoa faz algo e a pessoa ao lado imita. Então, foi uma mistura estranha. (...) É como a coreografia mais urbana, misturada com Fosse muito moderno e muito vintage. | ” |

Beyoncé queria um vídeo musical simples e focar-se apenas na performance, explicando que ele foi filmado com mínimas tomadas e cortes e sem alterações em penteados, figurinos, cenários ou iluminação. De acordo com Knight, a cantora queria que o projeto fosse "bom e poderoso" e incluísse uma coreografia que pudesse feita por qualquer um. No dia em que o vídeo foi filmado, a canção foi divida em três partes. Nava usou deliberadamente longas tomadas de forma que os espectadores "se conectassem com o lado humano da dança inspiradora de Beyoncé", declarando que todas as mudanças em estilos, ângulos e luzes foram executadas na câmera com o objetivo de manter o projeto "bastante orgânico e não enigmático". O figurino foi inspirado por uma sessão de fotos para a Vogue. No vídeo, a intérprete uma luva robótica de titânio desenhada por sua joalheira de longa data Lorraine Schwartz para complementar sua personalidade alternativa Sasha Fierce. A luva consiste em diversas peças, incluindo um anel e um componente separado que cobre o antebraço de Beyoncé; a artista usou-a pela primeira vez nos MTV Europe Music Awards de 2008, feito em 8 de novembro daquele ano. O trabalho foi gravado por cerca de doze horas, e muitas das coreografias executadas pela artista foram filmadas initerruptamente e editadas em conjunto para dar a impressão de que o produto final foi filmado em uma única tomada.

### Lançamento e sinopse

O vídeo musical de "Single Ladies" apresenta Beyoncé e outras duas dançarinas praticando uma coreografia inspirada por "Mexican Breakfast", criada em 1968 por Bob Fosse, como exemplificado na imagem acima.

O vídeo musical de "Single Ladies" estreou simultaneamente com o de "If I Were a Boy" no extinto programa da MTV Total Request Live em 13 de outubro de 2008 para reforçar o conceito das personalidades contraditórias de Beyoncé. Ambos foram lançados em outros programas na mesma data e posteriormente incluídos em Above and Beyoncé - Video Collection & Dance Mixes (2009), álbum de remixes e de vídeos da artista, e na edição de platina de I Am... Sasha Fierce.
No vídeo de "Single Ladies", o ênfase é colocado no lado mais agressivo e sensual de Beyoncé, sua personalidade alternativa Sasha Fierce. Nele, ela usa um collant assimétrico e saltos-altos, acompanhada pelas dançarinas de apoio Ebony Williams e Ashley Everett, que usam o mesmo figurino. A mãe da cantora, Tina Knowles, desenhou estas peças após ver algo semelhante nos filmes musicais estadunidenses A Chorus Line (1985) e All That Jazz (1979). A rotina de dança incorpora vários estilos, incluindo jazz, hip hop e sapateado, e foi creditada por ter popularizado o J-Setting, um chamativo estilo de dança no qual uma pessoa inicia seus passos de dança e alguém ao lado os seguem, em várias boates gay afro-americanas de Atlanta e usada pela trupe de dança J-Sette feminina da Jackson State University.
A produção apresenta Beyoncé e suas duas acompanhantes dançando em um fundo infinito, que se alterna entre as cores preto e branco e coloca o foco na coreografia complexa. Ao longo do vídeo, as mulheres pisam com seus saltos-altos e balançam seus quadris e pernas. Entretanto, a principal atenção é chamar a atenção dos espectadores em suas mãos e dedos anelares conforme elas fazem rodopios com as mãos. Em certo ponto da gravação, as dançarinas correm até uma parede, cujo movimento presta homenagem ao ato de Shirley MacLaine no filme Sweet Charity (1969), de acordo com Gatson Jr. Ao final do vídeo, Beyoncé mostra seu anel de casamento com a luva robótica, fazendo-o piscar com o reflexo da câmera.

### Recepção

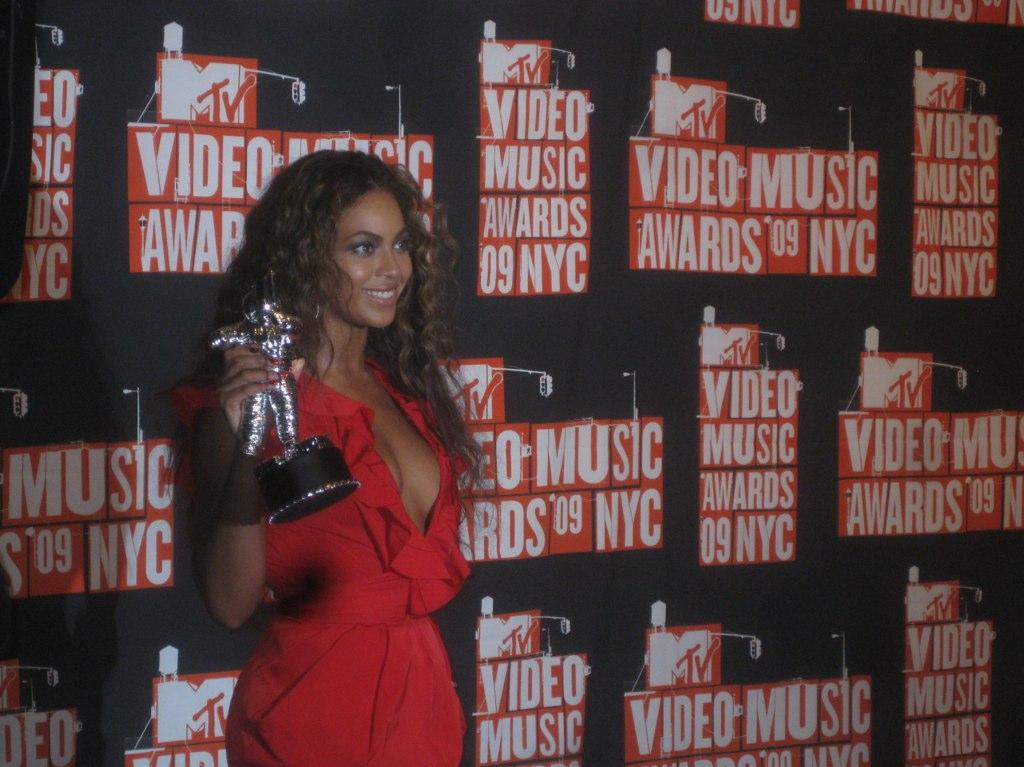
Beyoncé após os MTV Video Music Awards de 2009, premiação na qual o vídeo de "Single Ladies" foi indicada em nove categorias e venceu três delas, incluindo a principal da noite de Vídeo do Ano.

Apesar de ter sido o mais barato e rápido de ser produzido em sua carreira, Beyoncé sentiu que o vídeo de "Single Ladies" acabou sendo "o mais icônico (...) algo especial". O trabalho gerou uma febre de dança e inspirou uma série de imitações ao redor do mundo, muitas das quais foram postadas no YouTube. Em entrevista para a MTV, a artista expressou apreciação pela recepção do público em relação ao vídeo, declarando ter passado muito tempo assistindo diversas dessas paródias: "É bonito sentir que você toca as pessoas e dá vida à uma música com um vídeo". Nava também mostrou-se surpreso com a resposta positiva do projeto, e atribuiu seu sucesso à abordagem discreta e do "menos é mais". Em entrevista com Chandler Levack da Eye Weekly, o diretor de Toronto Scott Cudmore disse que a era da Internet impactou a maneira de como os vídeo musicais são feitos, bem como percebidos por um público. Embora tenha acreditado que o fato de um vídeo servir como uma forma de mídia está "desaparecendo do olho público mainstream", Cudmore creditou o de "Single Ladies" por seu renascimento e afirmou que após ele aparecer na Internet, as pessoas começaram a "olhar conscientemente para vídeos musicais por causa de sua arte".
O vídeo musical de "Single Ladies" recebeu uma série de prêmios e indicações, tendo sido votado como Melhor Rotina de Dança de 2008 em uma enquete anual promovida para leitores da página Popjustice. Nos MTV Video Music Awards de 2009, conquistou os troféus de Melhor Coreografia, Melhor Edição e o principal da noite, de Vídeo do Ano. Outras vitórias incluem a de Best Video nas edições de 2009 das cerimônias MTV Europe Music Awards, MOBO Awards e BET Awards. Também recebeu uma série de indicações, incluindo outras seis nos supracitados MTV Video Music Awards — Melhor Vídeo Feminino, Melhor Vídeo de Pop, Melhor Direção, Melhores Efeitos Visuais, Melhor Direção de Arte e Melhor Cinematografia —, Best International Artist Video nos MuchMusic Video Awards de 2009, Excelente Videoclipe nos NAACP Imagem Awards do mesmo ano e Melhor Vídeo e Melhores Movimentos nos MTV Australia Awards do mesmo período. Foi nomeado o quarto melhor vídeo de 2009 na enquete anual promovida pelo Popjustice, o quarto melhor de 2008 em uma lista feita pelo canal Black Entertainment Television (BET) que compilou os cem melhores, e o terceiro melhor de 2009 para o VH1. Fãs do portal musical MUZU.TV o votaram como o melhor da década de 2000, enquanto leitores da Billboard o nomearam como o quinto melhor da mesma época. Claire Suddath, da Time, o incluiu em uma compilação dos 30 melhores na opinião da publicação, escrevendo que "as vezes as melhores criações também são as mais simples". Em 2013, John Boone e Jennifer Cady, do E! Online, selecionaram o vídeo como o melhor de Beyoncé, escrevendo: "[Ele tem] todo o apelo sexual da história. Beyoncé não precisa de nada a não ser uma sala vazia nesse vídeo. É tudo sobre a dança, sobre o collant e a ferocidade. E é épico". À parte de seu reconhecimento, o vídeo musical foi certificado como platina pela Canadian Recording Industry Association (CRIA) por ter sido baixado mais de dez mil vezes em território canadense.

#### Controvérsia
A derrota de "Single Ladies" para "You Belong with Me", da cantora Taylor Swift, na categoria de Melhor Vídeo Feminino gerou controvérsia durante a cerimônia. O discurso de agradecimento de Swift foi interrompido pelo rapper Kanye West, que pegou o microfone de suas mãos e disse: "Taylor, estou muito feliz por você e vou deixá-la terminar, mas Beyoncé tem um dos melhores vídeos de todos os tempos", referindo-se ao de "Single Ladies". A plateia presente o vaiou após a declaração, com imagens de Beyoncé chocada com o ocorrido sendo exibidas; ao ouvi-las, West fez um gesto obsceno que acabou sendo cortado pela MTV durante a transmissão do evento. Mais tarde, ao receber o prêmio de Video of the Year, Beyoncé falou da experiência de sua primeira vitória na premiação com seu antigo grupo Destiny's Child e o quanto isso significava para ela. Em seguida, chamou Swift dos bastidores para que ela finalizasse o seu discurso de agradecimento e tivesse "o seu momento".
A ação do rapper foi criticada por uma série de jornalistas, celebridades e fãs, incluindo o presidente dos Estados Unidos Barack Obama, que disse ser "inapropriada" e chamou West de "idiota". Inicialmente, não foi feita nenhuma resposta da parte de West em relação ao evento, mas ele depois emitiu um pedido de desculpas que foi aceito por Swift. Beyoncé comentou o seguinte sobre o incidente: "Bem, eu sabia quais eram as intenções de Kanye, e sei que ele subiu lá para defender a arte. Quando mostraram os indicados, ele virou pra mim e falou algo como 'Esse prêmio é seu!'. Mas quando não chamaram meu nome, ele ficou completamente chocado e de repente já estava no palco! Eu fiquei tipo, 'Não, não, não!'. E quando ele começou a falar então... 'Ai, não, não, não!'".

## Apresentações ao vivo

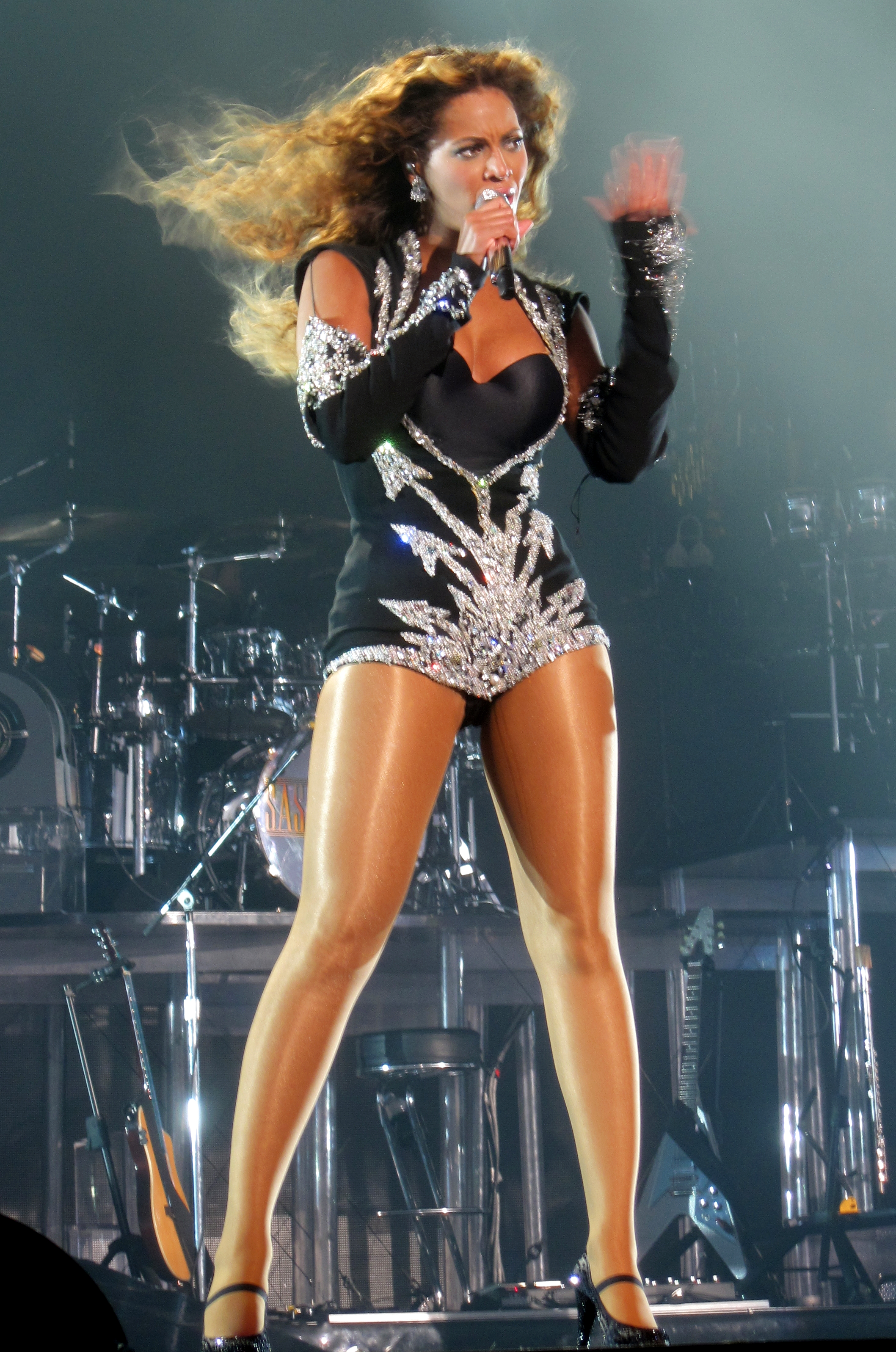
A artista apresentando "Single Ladies" na turnê I Am... Tour (2009-10), onde fez a coreografia de seu vídeo musical correspondente.

A primeira performance de "Single Ladies" ocorreu em um concerto organizado pela rádio Power 105.1 em Nova Iorque e feito em 29 de outubro de 2008. Nos World Music Awards do mesmo ano, feito em Mônaco, Beyoncé iniciou sua apresentação cantando "If I Were a Boy" usando calças, uma camisa branca com babados e uma jaqueta de veludo. Ela também estava com sua luva robótica metálica, e apontou para a peça enquanto cantava o refrão da faixa. Em 15 de novembro seguinte, a intérprete cantou a obra no programa humorístico Saturday Night Live. Naquela noite, ela fez parte de uma paródia da respectiva gravação audiovisual, onde suas dançarinas de apoio foram substituídas pelo cantor Justin Timberlake e os integrantes do humorístico Andy Samberg e Bobby Moynihan. Acompanhada por uma banda ao vivo, a estadunidense cantou no último episódio do Total Request Live, exibido no dia seguinte. Beyoncé começou cantando "If I Were a Boy", vindo a mudar para "Single Ladies" e finalizando com "Crazy in Love". A composição também foi interpretada no 106 & Park dois dias depois e nos American Music Awards de 2008, feito em 23 de novembro daquele ano. Ainda em novembro, Beyoncé realizou performances no The Ellen DeGeneres Show e no Rockefeller Plaza para o Today. Em 9 de janeiro de 2009, ela apresentou a canção no The Tyra Banks Show com dois dançarinos. Em julho de 2009, Beyoncé fez um show no Staples Center em Los Angeles no qual o ator compatriota Tom Cruise dançou com ela e suas dançarinas de apoio conforme estas realizavam a coreografia do vídeo musical da canção.
Nos MTV Video Music Awards de 2009, feito em 13 de setembro daquele ano no Radio City Music Hall, a artista estava prevista para cantar "Sweet Dreams"; contudo, ela interpretou apenas a ponte da faixa no início da performance, antes de mudar para "Single Ladies". Usando um collant brilhante e uma luva prateada, Beyoncé começou a cantar a obra com duas dançarinas de apoio. Em seguida, ela pausou e disse: "Esperem um pouco"; as luzes se apagaram, o público ficou de pé e começou a bater palmas. Quando as luzes voltaram, "um exército de solteiras" surgiu no palco. Conforme a plateia aplaudia, a cantora e suas dançarinas fizeram a coreografia do vídeo musical. Ao final da apresentação, todos presentes ficaram de pé e Beyoncé agradeceu o público graciosamente. Em uma enquete feita pela Billboard, a interpretação foi votada como a sétima melhor da história da premiação, com um redator da revista escrevendo: "O mundo fez um 'uau' coletivo quando Beyoncé desencadeou seu vídeo de 'Single Ladies', mas ver esses movimentos de dança ganharem vida nos VMAs de 2009 foi mais do que de se arregalar os olhos". Erika Ramirez, da mesma publicação, selecionou-a como a segunda melhor apresentação televisionada da artista.

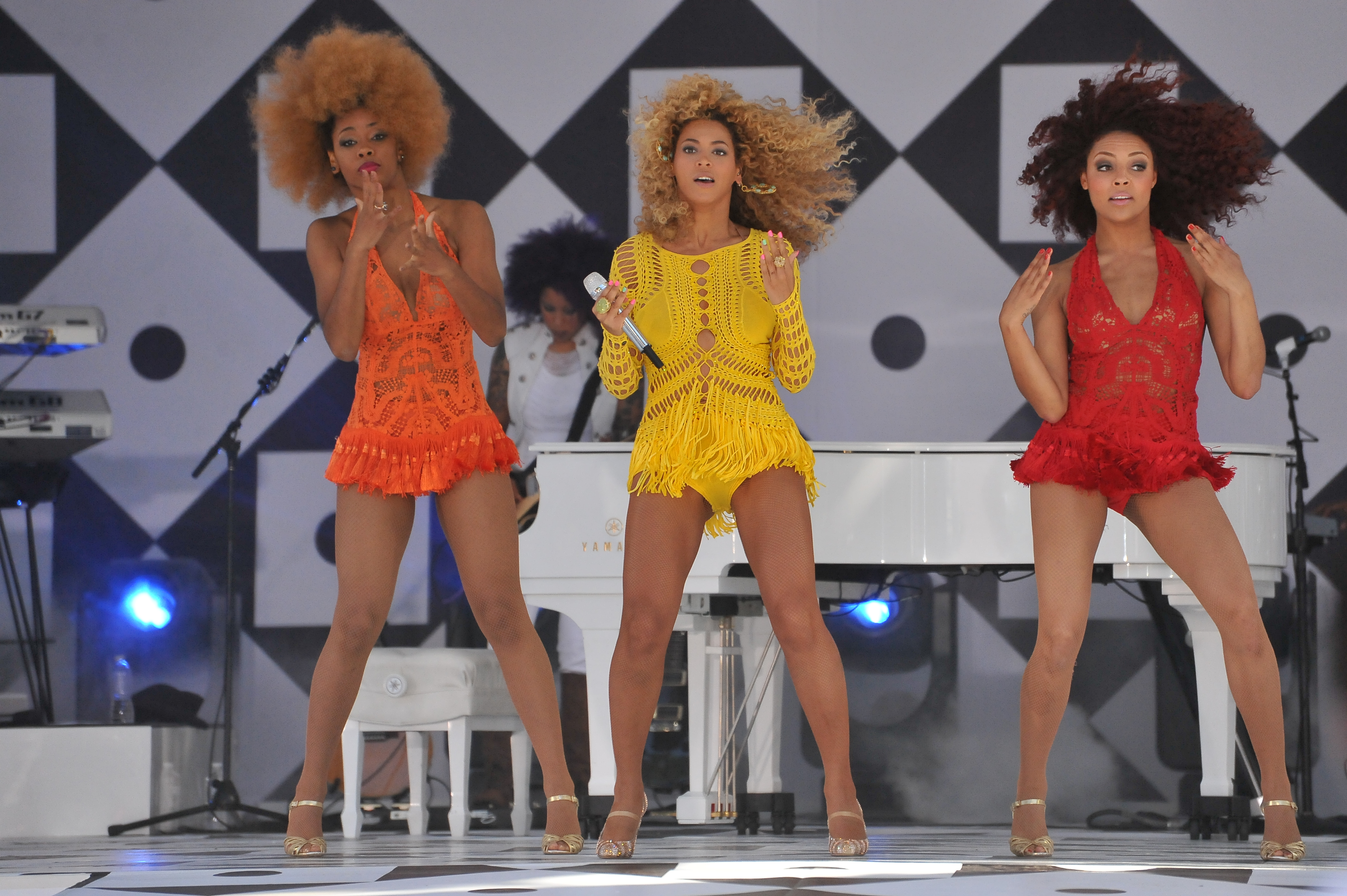
Beyoncé (no centro) apresentando "Single Ladies" na série de apresentações de verão do programa Good Morning America, acompanhada pelas dançarinas Kimberly Gipson (esquerda) e Ashley Everett (direita).

O número foi posteriormente incluído como o final da residência da artista I Am... Yours (2009), e como o penúltimo da turnê mundial I Am... Tour (2009-10), cuja performance foi acompanhada pela coreografia de seu vídeo musical; ambas as versões foram incluídas nas respectivas gravações ao vivo da residência e da digressão — I Am... Yours: An Intimate Performance at Wynn Las Vegas (2009) e I Am... World Tour (2010). Posteriormente, Beyoncé cantou a composição com um vestido de franja rosa em um show realizado no dia 20 de junho de 2011 no Palais Nikaia em Nice, França, e em um concerto realizado seis dias depois no Festival de Glastonbury para mais de 175 mil pessoas. Em 1º de julho de 2011, a cantora fez uma performance gratuita no Good Morning America como parte da série de apresentações de verão promovida pelo programa, incluindo a faixa no repertório. Para esta, contou com o apoio das dançarinas Ashley Everett — também presente no vídeo musical — e Kimberly Gipson. Acompanhada por sua banda feminina e suas vocalistas de apoio The Mamas, a musicista apresentou a canção por quatro noites de agosto de 2011 em sua residência 4 Intimate Nights with Beyoncé para uma plateia de 3 mil e 500 pessoas no Roseland Ballroom em Nova Iorque; uma das apresentações foi registrada no vídeo Live at Roseland: Elements of 4 (2011).
Em maio do ano seguinte, incluiu o tema em sua residência Revel Presents: Beyoncé Live, constituída por três datas feitas no hotel Revel Atlantic City. Ben Ratliff, do The New York Times, mencionou "Single Ladies" no "ponto alto quase contínuo" do concerto, enquanto Rebecca Thomas, da MTV News, disse que a dança de Beyoncé refletiu o tema de capacitação feminina da canção. A residência foi documentada em Live in Atlantic City, DVD lançado como parte da distribuição do documentário de Beyoncé Life Is But a Dream. Em 3 de fevereiro de 2013, a cantora apresentou a música com Kelly Rowland e Michelle Williams, suas antigas colegas no grupo feminino Destiny's Child, durante o show do intervalo do Super Bowl XLVII,  que foi visto por 110.8 milhões de espectadores e gerou mais de 299 mil mensagens no Twitter por minuto. A música foi posteriormente acrescentada ao repertório da The Mrs. Carter Show World Tour (2013-14), na qual Beyoncé fez partes da coreografia de seu vídeo musical e integrou trechos de "Movin' on Up", música-tema do programa The Jeffersons. Ela também apresentou-a no The Sound of Change Live, concerto realizado em 1º de junho de 2013 no Twickenham Stadium em Londres como parte do movimento Chime for Change, e no primeiro show da edição de 2013 do festival Budweiser Made in America. "Single Ladies" também fez parte de algumas apresentações da The Formation World Tour, de 2016. No espetáculo que deu início à turnê, Beyoncé fez a coreografia do vídeo com dois fãs convidados por ela para subirem ao palco. A cantora veio a interpretá-la no primeiro show da terceira etapa da turnê, realizado em 10 de setembro de 2016 no The Dome at America's Center em St. Louis. No meio da performance, a líder de suas dançarinas, Ashley Everett, recebeu um pedido de casamento de seu namorado, que apareceu no palco.

## Impacto cultural

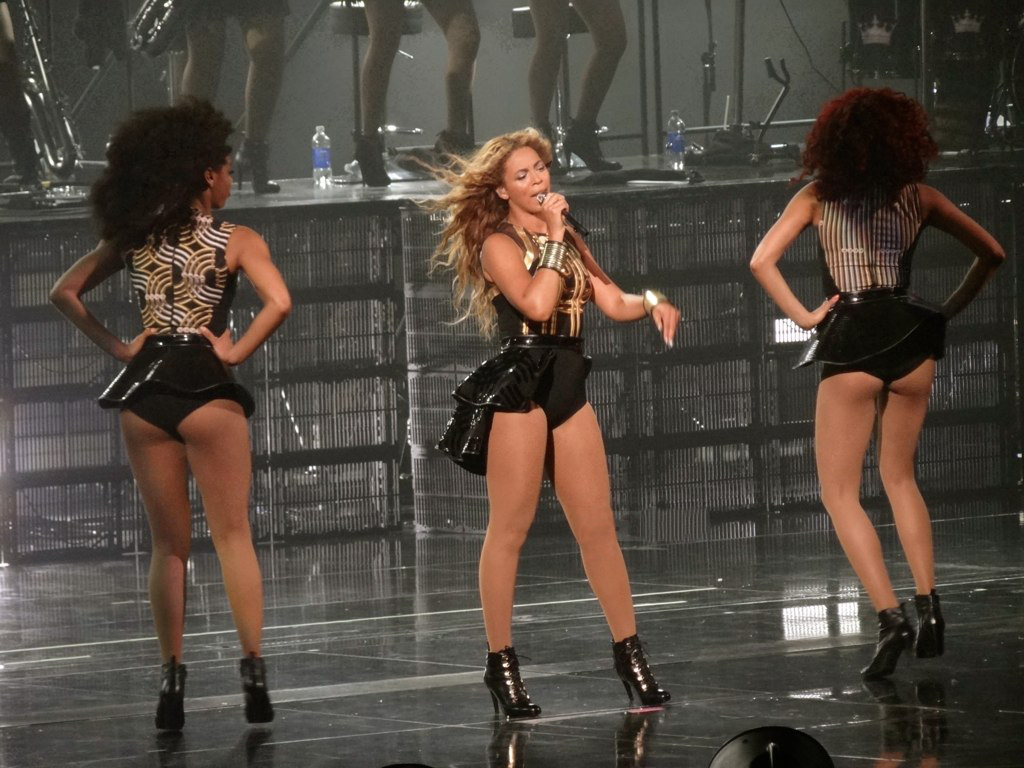
Beyoncé e duas dançarinas na performance de "Single Ladies" na turnê The Mrs. Carter Show World Tour (2013-14), durante a qual fizeram parte da rotina de dança do vídeo musical, considerada a "primeira grande mania de dança do terceiro milênio".

"Single Ladies" obteve grande popularidade por seu gancho cativante e seu tema de capacitação feminina. Críticos a comparam com "Respect", de Aretha Franklin, e "I Will Survive", de Gloria Gaynor devido às letras de ambas as canções, que promovem a capacitação feminina. O seu vídeo musical correspondente conquistou fama por sua coreografia intricada e seu desenvolvimento de jazz hands com uma torção do pulso. Foi considerado a "primeira grande mania de dança do terceiro milênio e da era da Internet", com uma série de paródias de sua coreografia sendo gerada. De acordo com Billy Johnson, do Yahoo! Music, a gravação foi o maior sucesso viral relacionado à música no ano de 2009. James Montgomery, da MTV News, escreveu que "parece que [o vídeo] foi feito sob medida para a geração do YouTube, o que provavelmente explica o porquê de fazer homenagens tornou-se um sucesso global". O vídeo também gerou interesse na J-Setting, forma de dança destacada nele pelo coreógrafo JaQuel Knight, e Beyoncé foi creditada como a responsável por trazer este estilo de dança à cultura de massa.
Em entrevista para o programa All Things Considered, transmitido pela rádio NPR, Knight compartilhou seu entusiasmo com o fato de que a popularidade do vídeo fez as pessoas quererem aprender a dançar. Comentando sobre o impacto do vídeo, Trish Crawford, do periódico Toronto Star, observou como ele agradou grupos de todas as idades e gêneros, contrastando com a mania de dança de pouca duração inventada pelo rapper Soulja Boy dois anos antes, considerando-a "principalmente uma dança hip hop masculina". Ela mencionou: "As crianças têm feito [a dança de 'Single Ladies']. [Há] turmas de dança em centros recreativos, irmãs de fraternidades em seus dormitórios, adolescentes suburbanos em seus porões e líderes de torcida do ensino médio [fazendo a dança]". Em fevereiro de 2009, a Columbia Records anunciou o lançamento de um concurso de dança do vídeo de "Single Ladies". Pessoas acima de dezoito anos puderam fazer precisamente a rotina de dança praticada por Beyoncé e suas dançarinas na produção original. O melhor vídeo foi incluído no DVD I Am... World Tour.

### Paródias e homenagens
"Single Ladies" foi parodiada pela primeira vez no episódio de 15 de novembro de 2008 do humorístico Saturday Night Live, que apresentou a própria artista. Inicialmente, ela ficou relutante em participar do segmento mas acabou concordando após receber Timberlake em seu camarim. Seu coreógrafo Frank Gatson Jr. expressou reações mistas em relação ao resultado: "Eu fiquei bravo porque sei que Justin é um ótimo dançarino, e se ele quisesse aprender a coreografia, ele poderia ter feito-a muito bem. (...) Se eles estão fazendo paródias [do nosso trabalho] do mesmo jeito como estão fazendo paródias de políticos e presidentes, isso significa que deve ser um grande momento. Então, nesse sentindo, eu devo tirar meu chapéu para eles por fazerem isso". Mais tarde, Joe Jonas, então integrante da banda de pop rock Jonas Brothers, divulgou um vídeo no YouTube do grupo no qual imitou a dança do vídeo usando um collant preto e saltos-altos. O duo pop irlandês Jedward parodiou os movimentos de Beyoncé no vídeo de sua regravação de "All the Small Things", do grupo Blink-182. Em Londres, cem dançarinos usando figurinos semelhantes aos usados pela cantora fizeram a coreografia em 20 de abril de 2009 para promover o chiclete Trindent Unwrapped. Em 20 de novembro do mesmo ano, âncoras da BBC News, incluindo Fiona Bruce, Sophie Raworth, Kate Silverton e Susana Reid, dançaram ao som da música em uniformes militares de cor preta. Seus colegas Bill Turnbull, Ben Brown, Nicholas Owner e Charlie Stayt se juntaram ao palco antes da entrada da equipe de dança Diversity, vencedora da terceira temporada do programa de talentos Britain's Got Talent. A coreografia foi feita para arrecadar fundos para a campanha britânica Children in Need.
O seu vídeo musical inspirou uma legião de imitadores amadores a postarem vídeos de si mesmos no YouTube fazendo a coreografia. Um dos vídeos virais mais vistos foi o de Shane Mercado, que apareceu no The Bonnie Hunt Show em peças inferiores de um biquíni para praticar a rotina. Seu posterior encontro com Beyoncé tornou-se um evento bastante divulgado e comentado pela mídia. A artista reconheceu a popularidade de seus vídeos no YouTube e, enquanto apresentava "Single Ladies" na I Am... Tour, trechos de muitas das gravações postadas na página foram apresentadas ao fundo. Personalidade radiofônica da estação 96.1 The Beat AM, transmitida em Charlotte, Carolina do Norte, Cubby fez sua paródia com base na exibida no Saturday Night Live. Seu vídeo lhe proporcionou um encontro com Beyoncé e, eventualmente, uma oportunidade de juntar-se a ela em um show feito em Atlanta na turnê supracitada. Gravações de bebês de diferentes idades, imitando a coreografia de "Single Ladies", também foram divulgados no YouTube. Um vídeo mostrando Cory Elliott, um bebê da Nova Zelândia praticando a rotina de dança enquanto assistia ao original na televisão, ganhou significante cobertura da mídia. Dan Fletcher, da Time, o nomeou como o quarto melhor vídeo viral de 2009 e avaliou que "jovens crianças amam canções com bom ritmo e repetição, e 'Single Ladies' certamente tem ambos". Entretanto, um vídeo no qual meninas de sete anos de idades fazem a rotina de dança em uma competição e que acabou tornando-se viral, gerou controvérsia no portal e provocou indignação de muitas pessoas, que sentiram que as jovens foram sexualiazadas pelos movimentos sugestivos.
Em um vídeo filmado pelo cantor John Legend, o presidente dos Estados Unidos Barack Obama e sua esposa Michelle Obama fazem parte da coreografia de "Single Ladies". Ele também fez brevemente a torção do punho da última cena da gravação audiovisual da canção em sua primeira posse. Esse vídeo levou um sósia do presidente, Iman Crosson, a fazer sua própria versão da rotina. Outros famosos como o político e ambientalista Joseph Nation e o ator Tom Hanks fizeram a coreografia. No vídeo de "Dancin on Me", colaboração entre DJ Webstar e Jim Jones, três dançarinas são destaque no fundo, imitando a coreografia original. Usando um collant preto e uma luva dourada, a atriz Katy Brand fez a rotina de dança com duas dançarinas de apoio para a final de Let's Dance for Comic Relief, programa transmitido pela BBC One em 12 de março de 2010 e feito com o intuito de arrecadar fundos para a Comic Relief. Ex-integrantes do elenco da série Glee, Jenna Ushkowitz, Chris Colfer e Heather Morris fizeram a dança de "Single Ladies" como parte da turnê Glee Live! In Concert! em junho de 2011. O ministro musical da Geyer Springs First Baptist Church em Little Rock, Arkansas, achou ser uma "excelente ideia" usar um remix da obra para gerar interesse no coral da igreja, com seus membros dançando ao som da música. No vídeo feito por ele, os participantes do coral cantam "Todas as senhoras cantando, todos os senhores cantando... Se vocês gosta do coral, porque não vêm aqui e cantam nele". A gravação foi postada no YouTube por Cyndi Wilkerson, assistente do ministro, em 29 de agosto de 2011. Fenômeno do portal, o cantor sul-coreano Psy fez a rotina de dança durante um concerto feito em abril de 2013, usando um collant e botas vermelhos.

### Uso na mídia
Na edição retrospectiva de 2009 da revista People, as irmãs Khloe, Kourtney e Kim Kardashian obtiveram a nona colocação entre 25 pessoas mais intrigantes; a fotografia acompanhante ao artigo mostrou as três usando collants semelhantes ao do vídeo de "Single Ladies". Programas nos quais a canção foi usada incluem CSI: Miami Cougar Town, e dois episódios da série Glee. No Reino Unido, a gravação audiovisual da faixa foi utilizada em um comercial televisivo de 2009 para o novo Pot Noodle de sabor döner kebab. Em outras mídias, a 33.ª edição da série de quadrinhos The Brave and the Bold apresentou uma cena onde as personagens Mulher Maravilha, Zatanna e Bárbara Gordon cantam uma versão karaokê da composição em uma boate. Produzido por Party Ben no final de 2008, um vídeo misturando "Single Ladies" e "The Fishin' Hole", música-tema do The Andy Griffin Show, circulou na Internet no início de 2010. Em julho do mesmo ano, a linha "Put a Ring on It" foi usada pela Joint United Nations Programme on HIV/AIDS como o slogan de uma campanha de conscientização pública para o uso do preservativo feminino nos Estados Unidos.

### Regravações
A banda escocesa Marmaduke Duke apresentou sua própria versão de "Single Ladies" em abril de 2009 no programa Live Lounge, da BBC Radio 1. Esta vertente foi incluída em Radio 1's Live Lounge – Volume 4, uma compilação de gravações feitas na atração lançada em outubro de 2009. O cantor australiano Stan Walker cantou uma versão mais jazz da faixa na sétima temporada do Australian Idol em outubro de 2009. No mesmo ano, o grupo escolar PS22 Chorus regravou "Single Ladies" e "Halo" durante o evento anual Women in Music, promovido pela Billboard, feito no The Pierre em Nova Iorque. Em seu curto musical da Broadway "All About Me" em março de 2010, a personagem Dame Edna Everage — vivida por Barry Humphries — interpretou uma versão da música com os dançarinos de apoio Gregory Butler e Jon-Paul Mateo. O cantor Jeff Tweedy regravou a obra, cantando apenas por cima de alguns compassos, segundo Simon Vozick-Levinson, da Entertainment Weekly; ele deu um estilo acústico para o tema e recitou o resto das letras, fazendo também os movimentos da mão praticados por Beyoncé e suas dançarinas no vídeo musical da canção. O Pomplamoose, um duo estadunidense de música indie formado por Jack Conte e Nataly Dawn, gravou uma versão de "Singles Ladies" em vídeo, que utiliza telas dividas para mostrar Dawn nos vocais e Conte tocando os instrumentos. Inspirado pelo movimento avant-garde Dogme 95 no cinema, Conte começou a gravar músicas no vídeo como uma maneira rápida de criar música "orgânica e crua". Eles escolheram "Single Ladies" por acreditarem que essa canção os ajudariam a crescer seu público.
Durante um concerto no Madison Square Garden em Nova Iorque, Prince fez uma mistura de suas canções "Pop Life" e "I Would Die for You", incorporando uma demonstração de "Single Ladies". Em uma apresentação feita em Melbourne, Austrália, Katy Perry cantou a faixa e tentou imitar a coreografia do vídeo. Mark-Anthony Turnage, compositor inglês de música clássica, compôs uma partitura de uma canção intitulada por ele de "Hammered Out". Descrevendo-a como seu "trabalho mais R&B até a data", Turnage disse para Tim Rutherford-Johnson, do The Guardian, que motivou-se a referenciar "Single Ladies" em seu trabalho a pedido de seu filho, que era fã da música. A composição estreou em 27 de agosto de 2010, no BBC Proms. Sara Bareilles regravou a faixa como parte do "Mashup Mondays", da Billboard, incluindo-a também no repertório da turnê 2010 Lilith Fair Tour. Conforme dito por um crítico da publicação, Bareilles colocou uma "reviravolta de piano pop" em "Single Ladies" e transformou-a em uma "faixa lenta, jazz e completada com uma linha do baixo insidiosa e harmonias vocais". A banda de rock estadunidense A Rocket to the Moon regravou o tema e a incluiu em seu EP The Rainy Day Sessions, lançado em outubro de 2010.
Em 26 de setembro de 2010, o grupo Kharizma interpretou "Single Ladies" na segunda temporada do The X Factor Australia, com o cantor Matthew Raymond-Barker cantando-a ao vivo no sétimo episódio da segunda do The X Factor France, exibido em 31 de maio do ano seguinte. Durante a final da décima temporada do American Idol, transmitida em 25 do mesmo mês, as participantes femininas se juntaram no palco para apresentar a música e tentaram fazer os passos de dança do vídeo correspondente. "Single Ladies" foi regravada pelo grupo fictício The Chipettes no filme Alvin and the Chipmunks: The Squeakquel, cuja versão foi incluída na respectiva trilha sonora. As harmonias de três partes foram cantadas por Janice Karman, que gravou todos os pedaços, que foram posteriormente colocadas em camadas e receberam alturas diferentes. No longa-metragem, o grupo também faz a coreografia do vídeo musical. Billy Johnson comentou para o Yahoo! Music que, pela primeira vez, o filme incluiu uma performance que ele quis assistir e concluiu: "Essa é, definitivamente, uma das melhores paródias de 'Single Ladies'. Vale a pena ver as esquilas cantando". O filme Sex and the City 2 apresenta uma regravação da obra feita pela cantora e atriz estadunidense Liza Minnelli. Em 18 de outubro de 2011, o conjunto Young Men Society cantou "Single Ladies" na terceira temporada do The X Factor Australia, e em 30 de junho de 2014, Holly Tapp a apresentou na terceira temporada do The Voice Australia.

## Faixas e formatos
Quatro versões de "Single Ladies" foram disponibilizadas. A primeira delas é um single de duplo lado A com "If I Were a Boy", comercializada em CD single e download digital; a segunda é um CD single distribuído no Reino Unido que contém a faixa original e um remix feito por RedTop; as outras duas são extended plays (EPs) digitais, cada um com seis faixas e alinhamentos diferentes. O primeiro EP, vendido apenas nos Estados Unidos, é composto apenas por remixes, e o segundo, lançado apenas no Canadá e na Europa, apresenta cinco edições aprimoradas da canção e a original.
| - CD single alemão / download digital 1. "If I Were a Boy" — 4:08 2. "Single Ladies (Put a Ring on It)" — 3:13 - CD single britânico 1. "Single Ladies (Put a Ring on It)" — 3:13 2. "Single Ladies (Put a Ring on It)" (RedTop Remix Radio Edit) — 3:33 - EP digital de remixes estadunidense 1. "Single Ladies (Put a Ring on It)" (Dave Audé Club Remix) — 8:20 2. "Single Ladies (Put a Ring on It)" (Karmatronic Club Remix) — 5:54 3. "Single Ladies (Put a Ring on It)" (RedTop Club Remix) — 6:52 4. "Single Ladies (Put a Ring on It)" (DJ Escape & Tony Collucio Club Remix) — 6:54 5. "Single Ladies (Put a Ring on It)" (Lost Daze Dating Service Club Remix) — 6:47 6. "Single Ladies (Put a Ring on It)" (Craig C's Master Blaster Club Remix) — 8:19 | - EP de remixes mundial 1. "Single Ladies (Put a Ring on It)" (RedTop Remix - Dance Remix) — 3:33 2. "Single Ladies (Put a Ring on It)" (My Digital Enemy Remix) — 6:38 3. "Single Ladies (Put a Ring on It)" (Olli Collins & Fred Portelli Remix) — 7:40 4. "Single Ladies (Put a Ring on It)" (Dave Audé Remix Club Remix Version) — 8:20 5. "Single Ladies (Put a Ring on It)" (The Japanese Popstars Remix) — 7:46 6. "Single Ladies (Put a Ring on It)" — 3:13 |

## Créditos
Todo o processo de elaboração de "Single Ladies" atribui os seguintes créditos:

### Canção
Gravação e publicação
- Gravada em abril de 2008 nos The Boom Boom Rom (Burbank, Califórnia)
- Vocais gravados nos Roc the Mic Studios (Nova Iorque)
- Mixada nos Larrabee North Studios (Hollywood, Califórnia)
- Publicada pelas empresas March Ninth Music Publishing (ASCAP) — administrada pela Songs of Peer, Ltd. —, 2082 Music — administrada pela WB Music Publishing (ASCAP), Sony/ATV Music Publishing (ASCAP), Sony/ATV Harmony (ASCAP) e B-Day Publishing — administrada pela EMI April Music, Inc. (ASCAP)

Equipe
| - Jim Caruana: gravação - Thaddis "Kuk" Harrell: gravação, composição - Jaucen Joshua: mixagem - Beyoncé: vocal principal, produção vocal, produção, composição - Dave Pensado: mixagem | - Terius "The-Dream" Nash: produção, composição - Christopher "Tricky" Stewart: produção, composição - Brian "B-LUV" Thomas: gravação - Randy Urbanski: assistência de mixagem - Andrew Wuepper: assistência de mixagem |

### Vídeo
| - Direção: Jake Nava - Direção de fotografia: Jim Fealy - Direção artística: Niamh Byrne - Edição: Jarrett Fijal - Empresa de produção: Anonymous Content - Produção: John Winter - Produção executiva: Matthew Knowles - Figurino: Tina Knowles | - Coreografia: Frank Gatson Jr., JaQuel Knight - Dançarinas: Ebony Williams, Ashley Everett - Cor: Dave Hussey - Correção de cor: Dace Hussey - Efeitos especiais: VFX Effects, Louis Mackall V - Distribuição: Sony Music - Direitos autorais: Sony Music |

## Desempenho nas tabelas musicais
Nos Estados Unidos, "Single Ladies" estreou na 72.ª posição da Billboard Hot 100, durante a edição de 1º de novembro de 2008. Na semana referente a 6 de dezembro de 2008, moveu-se do número 28 para a vice-liderança, como resultado de sua estreia no ápice da Digital Songs com 204 mil unidades digitais vendidas, tornando-se o quinto single solo da artista a liderar a parada. Na mesma edição da Billboard Hot 100, "If I Were a Boy" estava na terceira posição, fazendo de Beyoncé a sétima cantora a ter duas canções nas cinco primeiras colocações do periódico simultaneamente. Na semana seguinte, "Single Ladies" subiu para o topo da tabela, vendendo 228 mil downloads, e tornou-se a quinta canção solo da intérprete a liderar o gráfico. Este feito empatou-a com Olivia Newton-John e Barbra Streisand na sexta colocação entre as cantoras com mais músicas a culminar na parada.
"Single Ladies" liderou a Billboard Hot 100 por quatro semanas não consecutivas, durante a última das quais o número de downloads digitais aumentou em 157% para 382 mil cópias — sua melhor semana de vendas digitais. Na edição referente a 17 de janeiro de 2009, a canção moveu-se para o topo da Radio Songs com uma audiência de 147.3 milhões de ouvintes. Em outras tabelas estadunidenses, culminou por onze semanas consecutivas a Top R&B/Hip-Hop Songs, além da Pop Songs e da Hot Dance Club Songs. Recebeu onze certificações de platina pela Recording Industry Association of America (RIAA), denotando vendas de mais de onze milhões de cópias. De acordo com a Nielsen SoundScan, mais de cinco milhões de downloads da faixa foram feitos somente nos Estados Unidos até outubro de 2012. Na Canadian Hot 100, "Single Ladies" estreou na posição 81 durante a semana de 29 de novembro de 2008. Em 24 de janeiro de 2009, sua nona semana na tabela, moveu-se para a vice-liderança, sua posição de pico, tendo sido posteriormente certificada como platina dupla pela Music Canada pelas mais de 160 mil unidades vendidas.
No Brasil, "Single Ladies" tornou-se uma das quatro canções de I Am... Sasha Fierce a liderar a Brasil Hot 100 Airplay. Na britânica UK Singles Chart, obteve o sétimo posto como melhor e permaneceu na parada por 112 semanas. Veio a liderar a UK R&B Singles Chart, onde sucedeu "If I Were a Boy". A British Phonographic Industry (BPI) certificou-a como platina pelas vendas superiores a 600 mil réplicas. De acordo com a The Official Charts Company, 841 mil cópias da canção foram vendidas até abril de 2016. Constou em várias outras tabelas europeias, liderando a parada da Croácia e obtendo as dez melhores na Bulgária, na Escócia, na Espanha, — onde foi certificada como platina pela Productores de Música de España (PROMUSICAE), denotando 40 mil unidades compradas na Grécia, na Irlanda, na Itália — com a Federazione Industria Musicale Italiana (FIMI) a certificou com um disco de ouro devido a 15 mil cópias vendidas — e em Portugal; as vinte primeiras na região belga de Flandres, na Eslováquia, na Hungria, na Noruega, nos Países Baixos, na República Checa e na Rússia; e as quarenta primeiras na região belga da Valônia, na Dinamarca, — cuja respectiva IFPI certificou-a como ouro, após 15 mil réplicas exportadas — na Suécia e na Suíça. Consequentemente, atingiu a sexta colocação na Euro Digital Songs.
Na Ásia, "Single Ladies" entrou na sul-coreana Gaon Music Chart, na israelense Media Forest e na japonesa Japan Hot 100, atingindo como picos as colocações de número 10, 2 e 25, respectivamente. Na Austrália, a canção obteve como pico a quinta posição na tabela de singles e a vice-liderança da tabela urbana, recebendo uma certificação de platina quíntupla pela Australian Recording Industry Association (ARIA) devido às vendas de mais de 350 mil exemplares. Na Nova Zelândia, conquistou a vice-liderança como melhor e foi certificada como platina pela Recording Industry Association of New Zealand (RIANZ), por superar a marca de 15 mil unidades comercializadas. De acordo com a Federação Internacional da Indústria Fonográfica, a faixa foi a sétima mais vendida digitalmente em 2009 a nível global, com 6.1 milhões de downloads realizados, tornando-se um dos singles mais comercializados neste formato.
| País — Tabela musical (2009—2013)      | Melhor posição |
| -------------------------------------- | -------------- |
| Austrália (ARIA Charts)                | 5              |
| Austrália (ARIA Urban Singles Chart)   | 2              |
| Bélgica (Ultratop 50 de Flandres)      | 11             |
| Bélgica (Ultratop 40 da Valônia)       | 34             |
| Brasil (Brasil Hot 100 Airplay)        | 1              |
| Bulgária (BAMP)                        | 5              |
| Canadá (Canadian Hot 100)              | 2              |
| Coreia do Sul (Gaon Music Chart)       | 10             |
| Croácia (HRT)                          | 1              |
| Dinamarca (Tracklisten)                | 21             |
| Escócia (The Official Charts Company)  | 5              |
| Eslováquia (IFPI Slovenská Republika)  | 20             |
| Espanha (PROMUSICAE)                   | 10             |
| Estados Unidos (Billboard Hot 100)     | 1              |
| Estados Unidos (Top R&B/Hip-Hop Songs) | 1              |
| Estados Unidos (Pop Songs)             | 1              |
| Estados Unidos (Hot Dance Club Songs)  | 1              |
| Europa (Euro Digital Songs)            | 6              |
| França (SNEP)                          | 68             |
| Grécia (Greece Digital Songs)          | 9              |
| Hungria (Rádiós Top 40)                | 13             |
| Irlanda (IRMA)                         | 4              |
| Israel (Media Forest)                  | 2              |
| Itália (FIMI)                          | 10             |
| Japão (Japan Hot 100)                  | 25             |
| Países Baixos (VG-lista)               | 19             |
| Nova Zelândia (Recorded Music NZ)      | 2              |
| Países Baixos (MegaCharts)             | 12             |
| Portugal (Portugal Digital Songs)      | 10             |
| Reino Unido (UK Singles Chart)         | 7              |
| Reino Unido (UK R&B Singles Chart)     | 1              |
| República Checa (IFPI Česká Republika) | 13             |
| Rússia (Russian Music Charts)          | 17             |
| Suécia (Sverigetopplistan)             | 40             |
| Suíça (Schweizer Hitparade)            | 40             |

| País — Tabela musical (2000—10)        | Posição |
| -------------------------------------- | ------- |
| Austrália (ARIA Charts)                | 39      |
| Estados Unidos (Billboard Hot 100)     | 99      |
| Estados Unidos (Top R&B/Hip-Hop Songs) | 16      |

| Região | Certificação | Vendas      |
| --- | ------------ | ----------- |
| Alemanha (BVMI) | 3× Ouro      | 450 000‡    |
| Austrália (ARIA) | 10× Platina  | 700 000‡    |
| Canadá (Music Canada) | 6× Platina   | 480 000‡    |
| Canadá (Music Canada) Videoclipe | Platina      | 10 000‡     |
| Canadá (Music Canada) Toque de celular | Platina      | 40 000‡     |
| Dinamarca (IFPI Dinamarca) | Platina      | 90 000‡     |
| Espanha (PROMUSICAE) | Platina      | 40 000*     |
| Estados Unidos (RIAA) | 10× Platina  | 10 000 000‡ |
| Estados Unidos (RIAA) Toque de celular | Ouro         | 1 000 000^  |
| Itália (FIMI) Vendas pós 2009 | Ouro         | 15 000‡     |
| Nova Zelândia (RIANZ) | 3× Platina   | 90 000‡     |
| Reino Unido (BPI) | 3× Platina   | 1 400 000   |
| *números de vendas baseados somente na certificação ^distribuições baseadas apenas na certificação ‡vendas+valores de streaming baseados somente na certificação |              |             |

| \| País — Tabela musical (2008) \| Posição \| \| ----------------------------------------------- \| ------- \| \| Austrália (ARIA Charts)[258] \| 74 \| \| Austrália (ARIA Urban Singles Chart)[259] \| 22 \| \| Estados Unidos (Top R&B/Hip/Hip-Hop Songs)[260] \| 75 \| \| Reino Unido (UK Singles Chart)[261] \| 175 \| \| País — Tabela musical (2009) \| Posição \| \| Austrália (ARIA Charts)[262] \| 14 \| \| Austrália (ARIA Urban Singles Chart)[263] \| 6 \| \| Bélgica (Ultratop 50 de Flandres)[264] \| 59 \| \| Canadá (Canadian Hot 100)[265] \| 19 \| \| Espanha (PROMUSICAE)[266] \| 38 \| \| Estados Unidos (Billboard Hot 100)[267] \| 8 \| \| Estados Unidos (Hot R&B/Hip-Hop Songs)[268] \| 6 \| \| Estados Unidos (Mainstream Top 40)[269] \| 19 \| \| Estados Unidos (Hot Dance Club Songs)[270] \| 30 \| \| Hungria (Rádiós Top 40)[271] \| 73 \| \| Irlanda (IRMA)[272] \| 17 \| \| Nova Zelândia (Recorded Music NZ)[273] \| 31 \| \| Países Baixos (Dutch Top 40)[274] \| 78 \| \| Reino Unido (UK Singles Chart)[275] \| 34 \| \| Suécia (Sverigetopplistan)[276] \| 95 \| |         |
| País — Tabela musical (2008) | Posição |
| Austrália (ARIA Charts) | 74      |
| Austrália (ARIA Urban Singles Chart) | 22      |
| Estados Unidos (Top R&B/Hip/Hip-Hop Songs) | 75      |
| Reino Unido (UK Singles Chart) | 175     |
| País — Tabela musical (2009) | Posição |
| Austrália (ARIA Charts) | 14      |
| Austrália (ARIA Urban Singles Chart) | 6       |
| Bélgica (Ultratop 50 de Flandres) | 59      |
| Canadá (Canadian Hot 100) | 19      |
| Espanha (PROMUSICAE) | 38      |
| Estados Unidos (Billboard Hot 100) | 8       |
| Estados Unidos (Hot R&B/Hip-Hop Songs) | 6       |
| Estados Unidos (Mainstream Top 40) | 19      |
| Estados Unidos (Hot Dance Club Songs) | 30      |
| Hungria (Rádiós Top 40) | 73      |
| Irlanda (IRMA) | 17      |
| Nova Zelândia (Recorded Music NZ) | 31      |
| Países Baixos (Dutch Top 40) | 78      |
| Reino Unido (UK Singles Chart) | 34      |
| Suécia (Sverigetopplistan) | 95      |

## Histórico de lançamento
| País           | Data                    | Formato(s)       | Gravadora(s)             |
| -------------- | ----------------------- | ---------------- | ------------------------ |
| Estados Unidos | 8 de outubro de 2008    | Estreia em rádio | Columbia                 |
| Estados Unidos | 12 de outubro de 2008   | Rádios rhythmic  | Columbia                 |
| Estados Unidos | 12 de outubro de 2008   | Rádios urban     | Columbia                 |
| Alemanha       | 7 de novembro de 2008   | CD single        | Sony BMG                 |
| Austrália      | 7 de novembro de 2008   | Download digital | Sony BMG                 |
| Nova Zelândia  | 7 de novembro de 2008   | Download digital | Sony BMG                 |
| Estados Unidos | 10 de fevereiro de 2009 | EP de remixes    | Columbia                 |
| Áustria        | 16 de fevereiro de 2009 | EP de remixes    | Sony Music Entertainment |
| Bélgica        | 16 de fevereiro de 2009 | EP de remixes    | Sony Music Entertainment |
| Canadá         | 16 de fevereiro de 2009 | EP de remixes    | Sony Music Entertainment |
| Dinamarca      | 16 de fevereiro de 2009 | EP de remixes    | Sony Music Entertainment |
| Espanha        | 16 de fevereiro de 2009 | EP de remixes    | Sony Music Entertainment |
| Finlândia      | 16 de fevereiro de 2009 | EP de remixes    | Sony Music Entertainment |
| França         | 16 de fevereiro de 2009 | EP de remixes    | Sony Music Entertainment |
| Irlanda        | 16 de fevereiro de 2009 | EP de remixes    | Sony Music Entertainment |
| Itália         | 16 de fevereiro de 2009 | EP de remixes    | Sony Music Entertainment |
| México         | 16 de fevereiro de 2009 | EP de remixes    | Sony Music Entertainment |
| Noruega        | 16 de fevereiro de 2009 | EP de remixes    | Sony Music Entertainment |
| Países Baixos  | 16 de fevereiro de 2009 | EP de remixes    | Sony Music Entertainment |
| Portugal       | 16 de fevereiro de 2009 | EP de remixes    | Sony Music Entertainment |
| Reino Unido    | 16 de fevereiro de 2009 | EP de remixes    | Columbia                 |
| Suécia         | 16 de fevereiro de 2009 | EP de remixes    | Sony Music Entertainment |
| Suíça          | 16 de fevereiro de 2009 | EP de remixes    | Sony Music Entertainment |
| Reino Unido    | 16 de fevereiro de 2009 | CD single        | RCA                      |